# Washington Wizards 2011-2012
La stagione 2011-12 dei Washington Wizards fu la 51ª nella NBA per la franchigia.
I Washington Wizards arrivarono quarti nella Southeast Division della Eastern Conference con un record di 20-46, non qualificandosi per i play-off.

## Roster
| N° | Naz.                   | Ruolo | Sportivo        | Anno | Alt. | Peso |
| -- | ---------------------- | ----- | --------------- | ---- | ---- | ---- |
| 1  | Porto Rico (bandiera)  | G     | Edwin Ubiles    | 1986 | 198  | 93   |
| 1  | Stati Uniti (bandiera) | G     | Nick Young      | 1985 | 198  | 91   |
| 2  | Stati Uniti (bandiera) | G     | John Wall       | 1990 | 193  | 89   |
| 3  | Stati Uniti (bandiera) | A     | James Singleton | 1981 | 203  | 98   |
| 6  | Stati Uniti (bandiera) | G     | Maurice Evans   | 1978 | 196  | 100  |
| 7  | Stati Uniti (bandiera) | A     | Andray Blatche  | 1986 | 211  | 107  |
| 8  | Stati Uniti (bandiera) | G     | Roger Mason     | 1980 | 196  | 91   |
| 9  | Stati Uniti (bandiera) | A     | Rashard Lewis   | 1979 | 208  | 104  |
| 13 | Francia (bandiera)     | A     | Kevin Séraphin  | 1989 | 205  | 120  |
| 15 | Stati Uniti (bandiera) | G     | Jordan Crawford | 1988 | 193  | 88   |
| 20 | Stati Uniti (bandiera) | A     | Cartier Martin  | 1984 | 201  | 100  |
| 21 | Stati Uniti (bandiera) | G     | Morris Almond   | 1985 | 198  | 102  |
| 21 | Francia (bandiera)     | AC    | Ronny Turiaf    | 1983 | 208  | 113  |
| 22 | Stati Uniti (bandiera) | G     | Shelvin Mack    | 1989 | 191  | 98   |
| 24 | Rep. Ceca (bandiera)   | A     | Jan Veselý      | 1990 | 211  | 109  |
| 31 | Stati Uniti (bandiera) | A     | Chris Singleton | 1989 | 203  | 104  |
| 34 | Stati Uniti (bandiera) | C     | JaVale McGee    | 1988 | 213  | 108  |
| 35 | Stati Uniti (bandiera) | A     | Trevor Booker   | 1987 | 201  | 110  |
| 42 | Brasile (bandiera)     | AC    | Nenê Hilário    | 1982 | 211  | 118  |
| 43 | Stati Uniti (bandiera) | A     | Brian Cook      | 1980 | 206  | 106  |
| 55 | Senegal (bandiera)     | C     | Hamady N'Diaye  | 1987 | 213  | 107  |

## Staff tecnico
- Allenatori: Flip Saunders (2-15) (fino al 24 gennaio)[1], Randy Wittman (18-31)
- Vice-allenatori: Randy Wittman, Don Zierden, Sam Cassell, Ryan Saunders, Gene Banks
- Preparatore fisico: Drew Cleary
- Preparatore atletico: Eric Waters